# Santiago Open 1979
Il Santiago Open 1979 è stato un torneo di tennis giocato sulla terra rossa. È stata la 2ª edizione del Santiago Open che fa del Colgate-Palmolive Grand Prix 1979. Si è giocato a Santiago in Cile dal 26 novembre al 2 dicembre 1979.

## Campioni

### Singolare
Hans Gildemeister ha battuto in finale  José Higueras con il punteggio di 7–5, 5–7, 6–4

### Doppio
José Higueras /  Jairo Velasco, Sr. vs  Álvaro Fillol /  Jaime Fillol